# Yushan (Shangrao)
Yushan (chinesisch 玉山县, Pinyin Yùshān Xiàn) ist ein Kreis im Nordosten der chinesischen Provinz Jiangxi. Er gehört zum Verwaltungsgebiet der bezirksfreien Stadt Shangrao. Der Kreis Yushan hat eine Fläche von 1.723 km² und zählt 574.369 Einwohner (Stand: Zensus 2010). Sein Hauptort ist die Großgemeinde Bingxi (冰溪镇).

## Administrative Gliederung
Auf Gemeindeebene setzt sich der Kreis Yushan aus elf Großgemeinden und sechs Gemeinden zusammen. 

## Sportveranstaltungen
Yushan war zwischen dem 23. Februar und dem 1. März 2025 Austragungsort des Snookerturniers World Open 2025.